# زمین (فیلم ۱۹۹۸)
«زمین» (انگلیسی: Earth) فیلمی کانادایی، هندی در سبک درام، رمانتیک و جنگی به کارگردانی دیپا مهتا است که در سال ۱۹۹۸ منتشر شد. از بازیگران آن می‌توان به عامر خان، شبانه اعظمی و راجندرا کومار اشاره کرد.